# Prefectura de Mohammedía

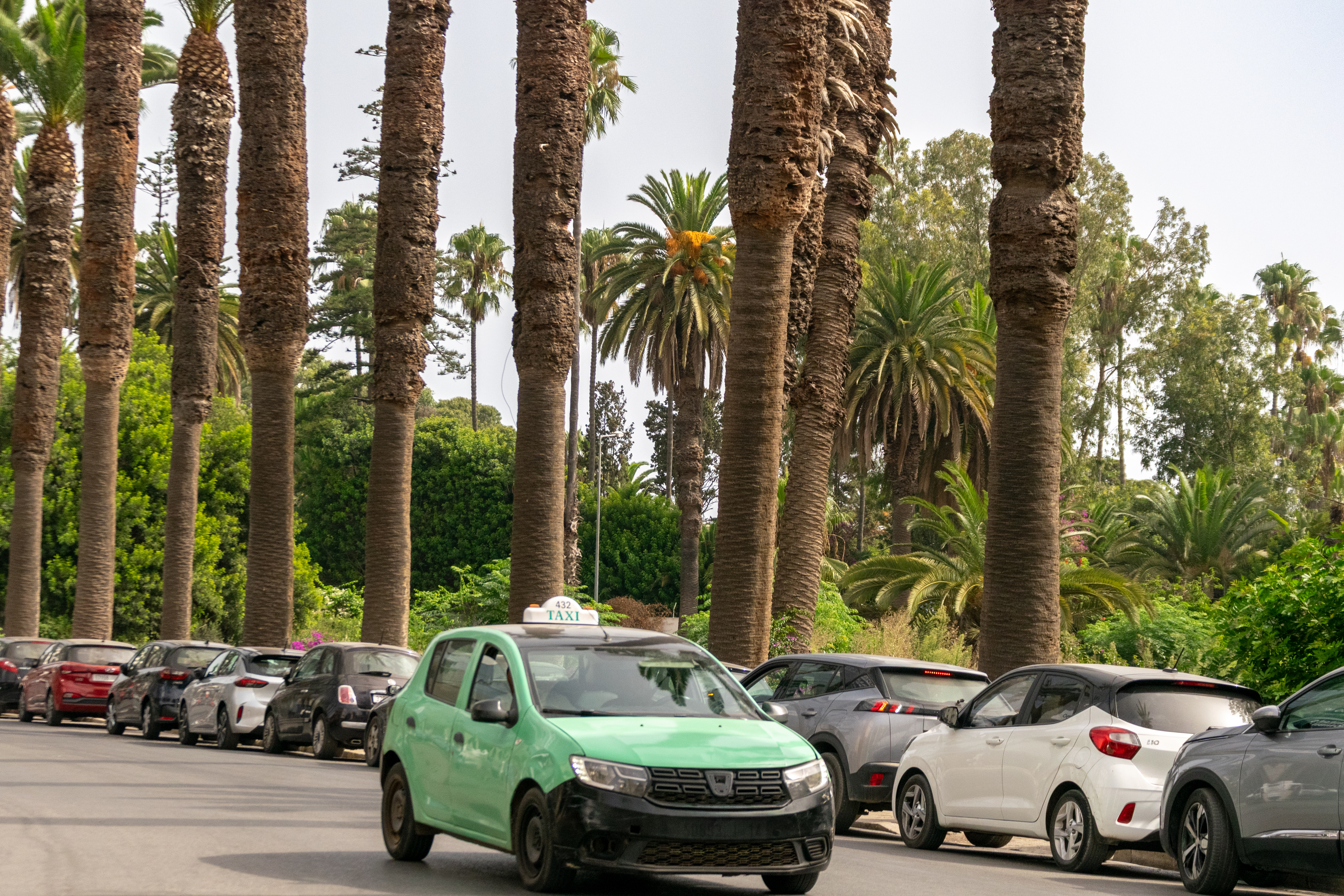
Petit Taxi en una calle de Mohammedia

La prefectura de Mohammedía es una de las prefecturas de Marruecos, parte de la región de Casablanca-Settat. Tiene una superficie de 34 km² y 322.286 habitantes censados en 2004. 

## División administrativa
La prefectura de Mohammedía consta de dos municipios y cuatro comunas:

### Municipios
- Aïn Harrouda
- Mohammedía

### Comunas
- Beni Yakhlef
- Ech-Challalate
- Sidi Moussa Ben Ali
- Sidi Moussa Majdoub